# Ha Long
Ha Long (vietnamsky vịnh Hạ Long) je zátoka ve Vietnamu v Tonkinském zálivu. Je známá především díky svým krasovým útvarům – vápencovým skalám a strmým zalesněným ostrůvkům, které vystupují nad vodní hladinu často jen jako osamocené monumenty, pročež je oblast vyhledávanou turistickou lokalitou. Rozloha zátoky je přibližně 1500 km², průměrná hloubka vody je pouze 6 až 10 m.
Zátoka byla v roce 1994 zapsána do Seznamu světového dědictví UNESCO. V roce 2009 se dostala mezi 28 finalistů pro vyhlášení nových sedmi přírodních divů světa a posléze byla v roce 2012 do této skupiny zařazena. Roku 2023 byla ochrana UNESCO rozšířena i na blízké souostroví Cat Ba. 

## Fotogalerie

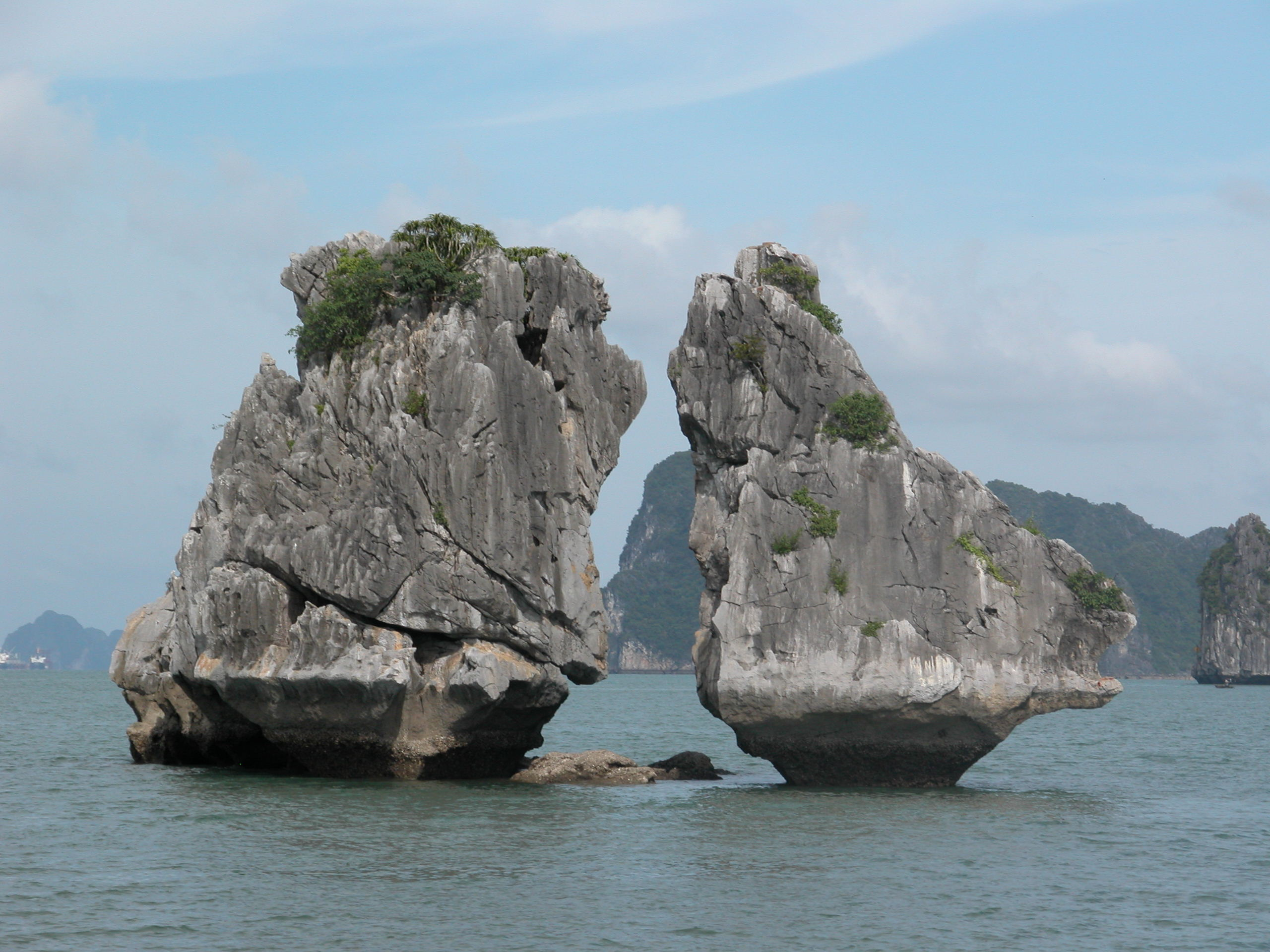
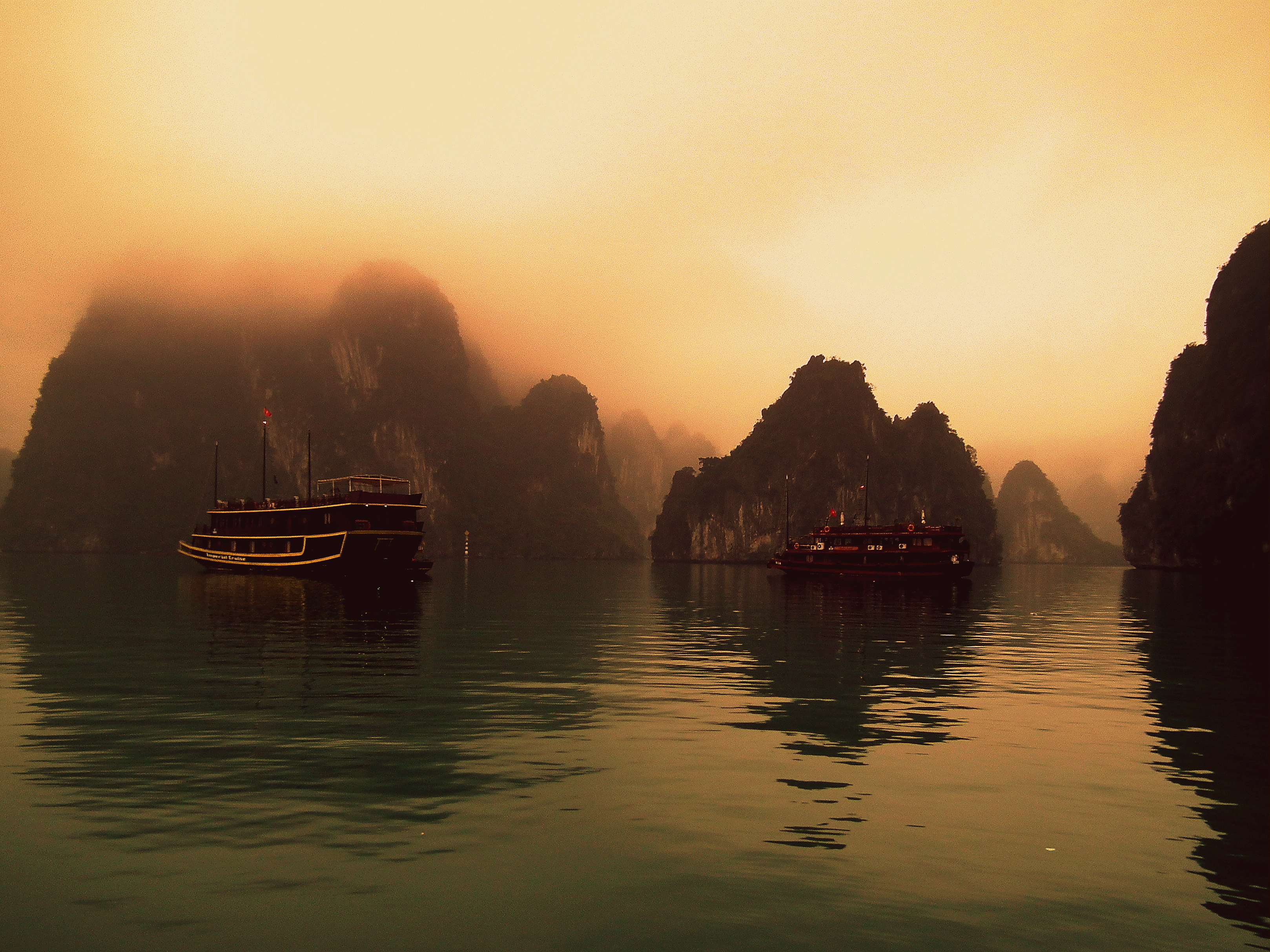
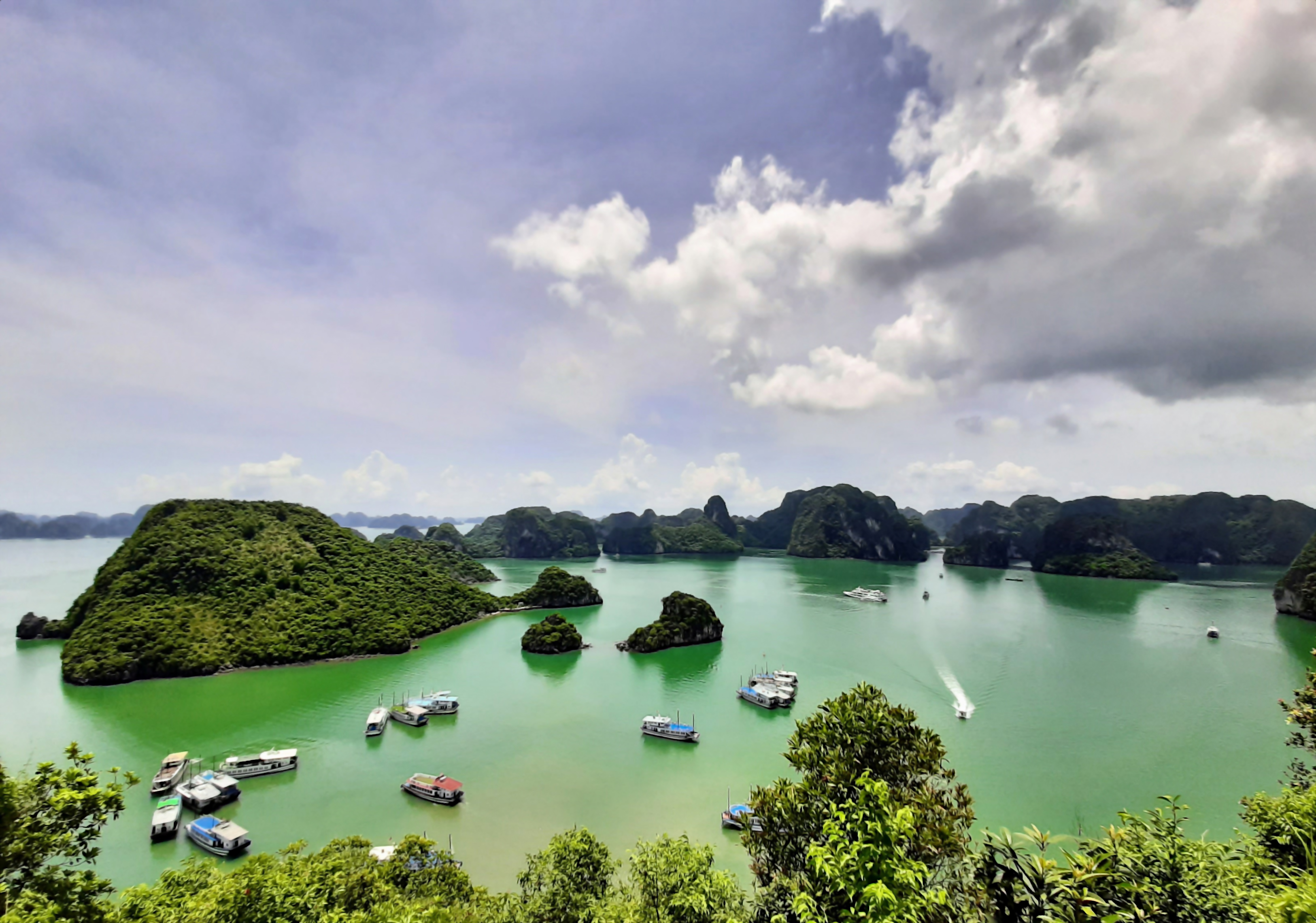
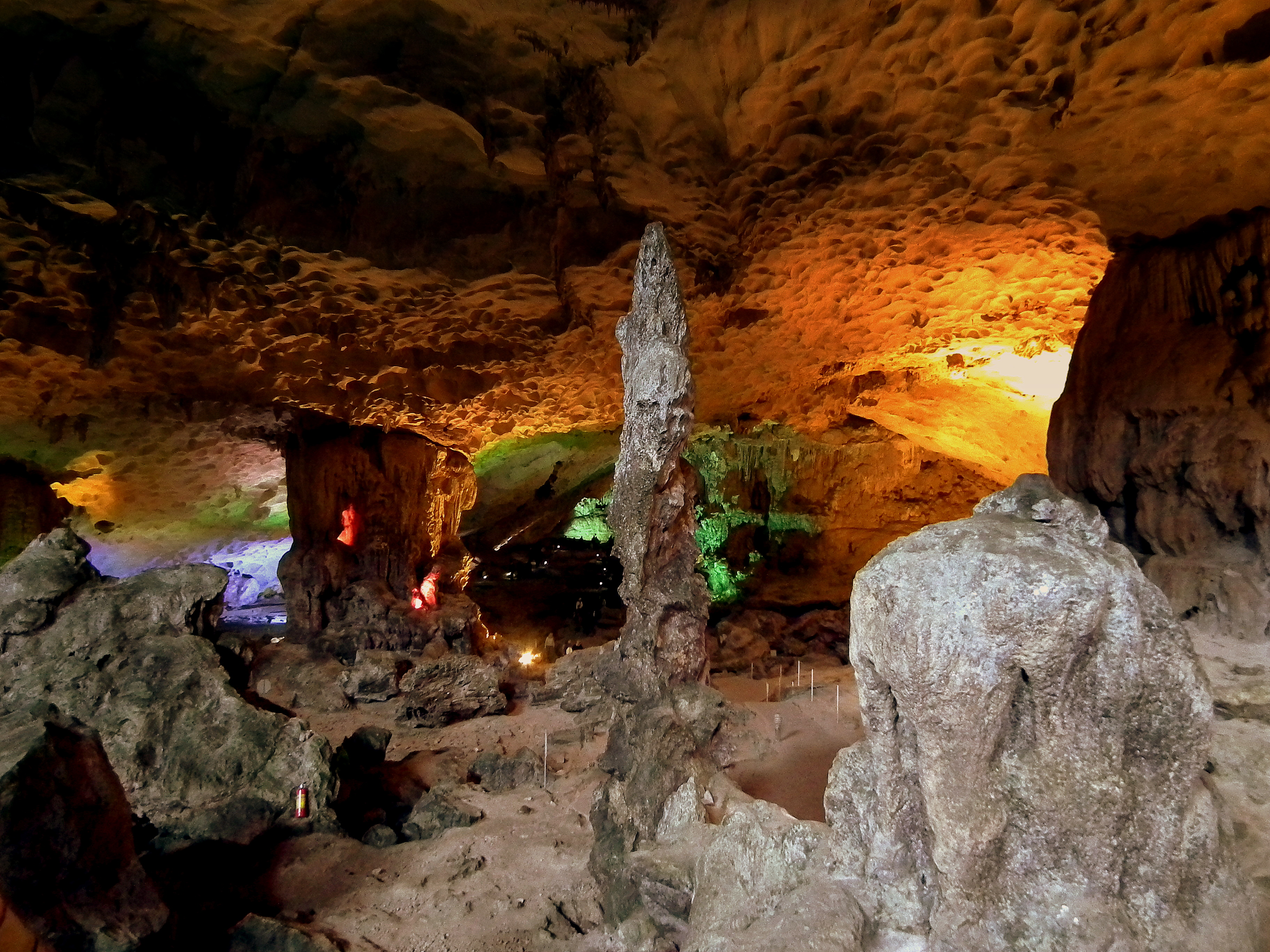
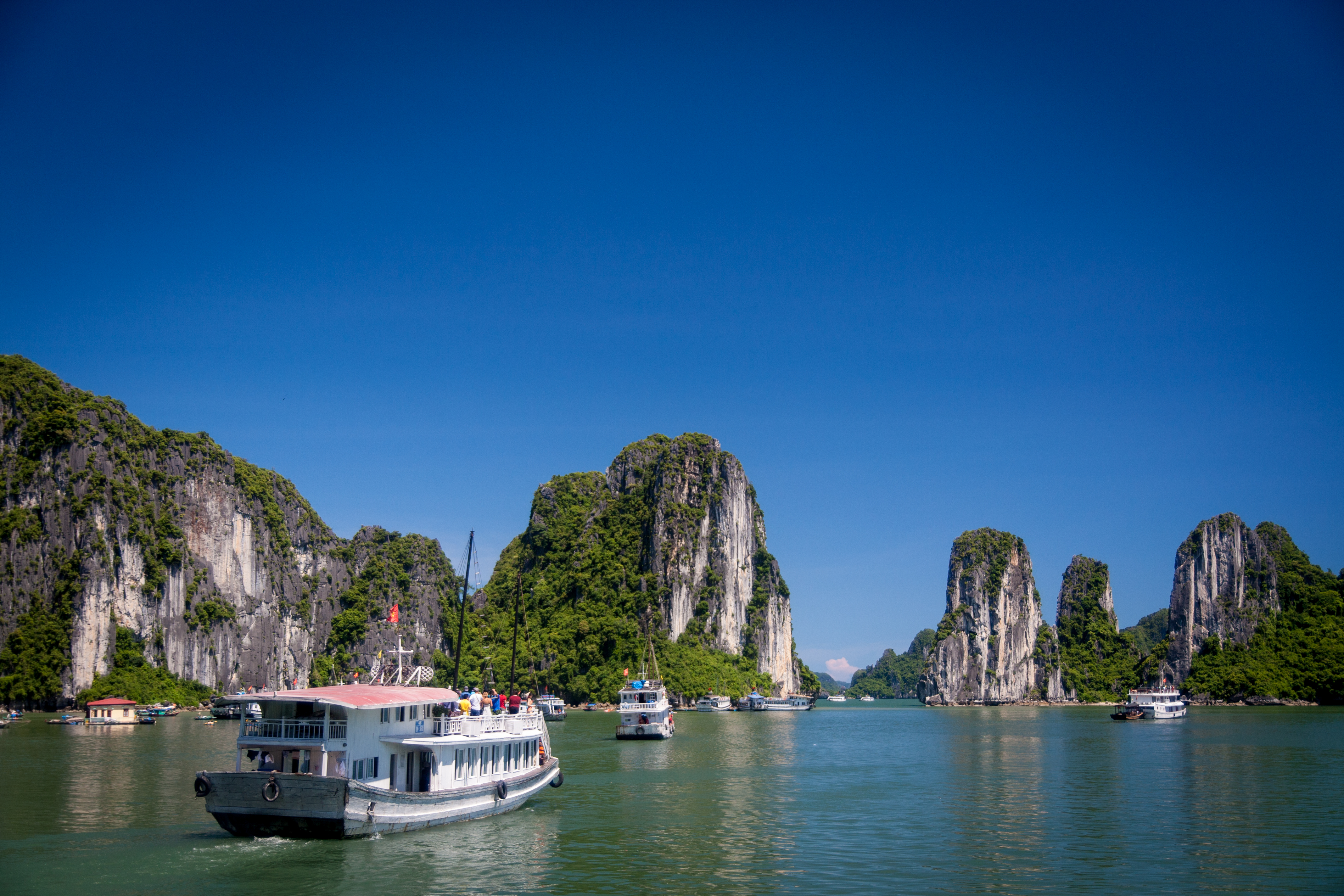